# Austromontia
Genre
Austromontia est un genre d'opilions laniatores de la famille des Triaenonychidae.

## Distribution
Les espèces de ce genre sont endémiques d'Afrique du Sud.

## Liste des espèces
Selon World Catalogue of Opiliones (25/05/2021) :
- Austromontia bidentata Lawrence, 1934
- Austromontia caledonica Lawrence, 1931
- Austromontia capensis Lawrence, 1931
- Austromontia formosa Lawrence, 1963
- Austromontia litoralis Lawrence, 1934
- Austromontia silvatica Lawrence, 1931

## Publication originale
- Staręga, 1992 : « An annotated check-list of harvestmen, excluding Phalangiidae, of the Afrotropical Region (Opiliones). » Annals of the Natal Museum, vol. 33, no 2, p. 271–336 (texte intégral).